# Haggertyite
La haggertyite è un minerale, appartiene al gruppo della plumboferrite ed è isostrutturale con la hawthorneite e la yimengite.

## Etimologia
Il nome è in onore del mineralogista statunitense Stephen Haggerty (1938- ), dell'Università del Massachusetts